# Mostkowo (województwo zachodniopomorskie)
Mostkowo – wieś w Polsce położona w województwie zachodniopomorskim, w powiecie myśliborskim, w gminie Barlinek.
| SIMC    | Nazwa    | Rodzaj  |
| ------- | -------- | ------- |
| 0177939 | Kornatka | kolonia |

W latach 1954–1956 wieś należała i była siedzibą władz gromady Mostkowo, po jej zniesieniu w gromadzie Dziedzice, będąc czasowo jej siedzibą. Powtórnie w latach 1962–1971 wieś należała i była siedzibą władz gromady Mostkowo, po jej zniesieniu w gromadzie Barlinek, a po reformie w gminie Barlinek. W latach 1975–1998 miejscowość administracyjnie należała do województwa gorzowskiego. W miejscowości funkcjonuje klub piłkarski WKS „Koral” Mostkowo.

## Historia
Jedna z najstarszych miejscowości w gminie. Pierwsze wzmianki na jej temat pochodzą już z 1337 roku, już wtedy znajdowała się tam kuźnia, młyn i niewielka świątynia.
Pierwotnie wieś była tradycyjną, średniowieczną owalnicą z centralnie położonym kościołem. W XVIII wieku rozbudowa zmieniła charakter wsi na ulicowy. W północnej części wsi powstał w tych latach dwór wraz z parkiem i założeniem folwarcznym. Na początku XX wieku, cały majątek miał powierzchnię ponad 1000 hektarów. Wieś miała typowo rolniczy charakter. Nie zmienił się on jeszcze przez wiele lat – po wojnie został założony PGR, w którym zatrudnienie miała większość mieszkańców.
W dworskim parku w przeszłości rosły egzotyczne drzewa, a przestrzeń wypełniały trawniki i staw. Na całej powierzchni zostały wytyczone alejki spacerowe. Do dziś przetrwały tylko niektóre rośliny – wśród nich pomniki przyrody: dwa buki o obwodzie pni 246 i 300 cm oraz aleja grabów o obwodach od 278 do 400 cm.

## Zabytek
- Neogotycki kościół z końca XIX w. z zabytkowym wyposażeniem z XVIII w.[7]
- Park podworski  pow. 4 ha.
- Domy wąskofrontowe ceglane i ryglowe.